# Méjannes-le-Clap
Méjannes-le-Clap é uma comuna francesa na região administrativa de Occitânia, no departamento de Gard. Estende-se por uma área de 38,24 km². Em 2010 a comuna tinha 729 habitantes (densidade: 19,1 hab./km²).